# Знаменський Сюксюм
Знаменський Сюксюм (рос. Знаменский Сюксюм) — село в Базарносизганському районі Ульяновської області Російської Федерації.
Населення становить 8 осіб. Входить до складу муніципального утворення Базарносизганське міське поселення.

## Історія
Від 2004 року входить до складу муніципального утворення Базарносизганське міське поселення.

## Населення
| 2010 |
| ---- |
| 8    |